# لیشا
شهر لیشا (به پرتغالی: Lixa) در فلگوییراس مونیسیپالیتی در کشور پرتغال واقع شده‌است. جمعیت این شهر ۵٬۵۰۰ نفر است. در تاریخ ۳۰ اوت ۱۹۹۵ به عنوان شهر شناخته شد.